# Letouzey et Ané
 (juillet 2024).
Si vous disposez d'ouvrages ou d'articles de référence ou si vous connaissez des sites web de qualité traitant du thème abordé ici, merci de compléter l'article en donnant les références utiles à sa vérifiabilité et en les liant à la section « Notes et références ».
Letouzey et Ané est une librairie située au no 87, boulevard Raspail à Paris et une maison d'édition française spécialisée dans la publication d'ouvrages religieux.

## Histoire
La maison a été fondée en 1885 par Léon Letouzey et Joseph Ané, qui étaient beaux-frères.
Elle publie à ses débuts les premiers ouvrages antimaçonniques de Léo Taxil. Mais en 1891, celui-ci intente un procès à sa maison d’édition. Taxil entendait faire valoir ses droits d’auteur, qui n’avaient pas été versés pour tous les exemplaires écoulés. Après avoir obtenu réparation, il publia un essai sous le titre Les éditeurs de Saint-Sulpice, compte-rendu d’un procès entre un auteur et deux éditeurs, où il mettait en cause le séminaire Saint-Sulpice dont un prêtre était l’oncle d’un des deux éditeurs.

## Grands dictionnaires
Letouzey et Ané est l'éditeur du Dictionnaire de biographie française, qui paraît par fascicules, commencé en 1929 par Jules Balteau, Marius Barroux, Michel Prévost, Jean-Charles Roman d'Amat, continué par Henri Tribout de Morembert, Jean-Pierre Lobies et aujourd'hui par Yves Chiron.
Letouzey et Ané a longtemps été l'éditeur du Dictionnaire d’histoire et de géographie ecclésiastiques, pour les tomes 1 à 31 ((fascicules 1 à 185), dirigés successivement par Alfred Baudrillart, président de l’Institut catholique de Paris, puis par des professeurs de l’Université catholique de Louvain : Albert De Meyer (de 1919 à 1952), Roger Aubert (de 1952 à 2006), puis Luc Courtois (depuis 2006). À partir du fascicule 186, le dictionnaire est édité par la maison belge Brepols.